# Костянтинівка (Великолепетиська селищна громада)
Костянти́нівка — село в Україні, у Великолепетиській селищній громаді Каховського району Херсонської області. Населення становить 365 осіб.
24 лютого 2022 року село тимчасово окуповане російськими військами під час російсько-української війни.

## Населення
Згідно з переписом УРСР 1989 року чисельність наявного населення села становила 408 осіб, з яких 193 чоловіки та 215 жінок.
За переписом населення України 2001 року в селі мешкало 365 осіб.

### Мова
Розподіл населення за рідною мовою за даними перепису 2001 року:
| Мова       | Відсоток |
| ---------- | -------- |
| українська | 98,90 %  |
| російська  | 1,10 %   |